# Ibahernando
Ibahernando – gmina w Hiszpanii, w prowincji Cáceres, w Estramadurze, o powierzchni 76,95 km². W 2011 roku gmina liczyła 524 mieszkańców.